# Revuelta de los Países Bajos
La revuelta de los Países Bajos (1566 o 1568 a 1648), fue una revuelta de los Países Bajos contra el rey católico Felipe II, soberano hereditario de las Diecisiete Provincias. Las siete provincias septentrionales, principalmente protestantes, lograron la independencia con el nombre de Provincias Unidas de los Países Bajos, mientras que las provincias meridionales, que inicialmente se unieron a la revuelta, finalmente se sometieron a España.
El "choque cultural" religioso donde el catolicismo era predominante y que desembocó en una guerra civil, fue provocando paulatinamente, pero inexorablemente, llegaron las explosiones de violencia contra lo que se percibía como la represión de la corona de los Habsburgo. Estas tensiones terminaron provocando la creación de las Provincias Unidas de los Países Bajos independiente, siendo su primer cabecilla Guillermo de Orange, seguido por varios de sus descendientes y amigos. Esta rebelión fue una de las primeras secesiones terminadas con éxito en Europa, además de convertirse en una de las primeras repúblicas europeas de la época moderna, las Provincias Unidas.
El rey Felipe II, en un primer instante, logró reprimir la revuelta. En 1572, sin embargo, los rebeldes conquistaron Brielle, provocando que la rebelión resurgiera con más fuerza. Las provincias del norte se convirtieron en independientes, primero en 1581 de facto, y después, en 1648, de iure. En el transcurso de la revuelta, las Provincias Unidas de los Países Bajos, más conocidas como la República neerlandesa, crecieron muy deprisa, convirtiéndose pronto en un poder mundial gracias a su flota comercial, experimentando un período de riqueza económica, científica y cultural. Los Países Bajos meridionales (situados en los actuales estados de Bélgica, Luxemburgo, El norte de Francia y el sur de los Países Bajos) se mantuvieron bajo dominio español.  El gobierno impositivo ejercido por los Habsburgo en el sur provocó que buena parte de la élite financiera, intelectual y cultural emigrara al norte, contribuyendo así al éxito de la República neerlandesa. Los neerlandeses impusieron un bloqueo muy rígido en las provincias meridionales, previniendo así que el cereal del báltico aliviara el hambre que reinaba en las ciudades del sur, principalmente entre 1587 y 1589. Hacia el final de la guerra, en 1648, buena parte de las tierras de los Países Bajos del sur habían sido ocupadas por Francia, que durante la década de 1630 se había aliado con la República neerlandesa contra España, comandada por el cardenal Richelieu  y el monarca Luis XIII.
La primera fase del conflicto se puede considerar la Guerra de la Independencia de los Países Bajos. El centro de la fase posterior fue conseguir reconocimiento oficial de la ya independencia de facto de las Provincias Unidas. Esa fase coincide con el auge de la República neerlandesa como potencia mundial y la fundación del Imperio neerlandés.

## Antecedentes

Las Diecisiete Provincias de los Países Bajos antes de la revuelta neerlandesa.

En una serie de matrimonios y conquistas, una sucesión de  duques de Borgoña expandió su territorio original añadiéndose un conjunto de posesiones, incluidas las Diecisiete Provincias.  Aunque la propia Borgoña había sido perdida ante Francia en 1477, los Países Bajos borgoñones aún estaban intactos cuando Carlos I, nació en Gante, en 1500. Creció en los Países Bajos, hablando fluidamente en neerlandés, francés, español y un poco de alemán. En 1506, se convirtió en señor de los estados borgoñones, entre los que se encontraban los Países Bajos. Así, en 1516 heredó varios títulos, incluidos los reinos combinados del Aragón y Castilla y León, que se habían convertido en un imperio mundial gracias a la colonización española de América. En 1519, Carlos también se convirtió en líder del Imperio Habsburgo, consiguiendo además el título de emperador del Sacro Imperio Romano Germánico en 1530. Aunque Frisia y Gueldre ofrecieron una resistencia prolongada (con Grutte Pier y Carlos de Egmond, respectivamente), virtualmente toda la región de los Países Bajos había sido incorporada a los dominios de los Habsburgo a principios de la década de 1540.

### Impuestos
Flandes había sido desde hacía tiempo una región muy rica, codiciada por los reyes franceses. Las otras regiones de los Países Bajos también se habían convertido en zonas muy desarrolladas y de larga tradición emprendedora. El imperio de Carlos V se había convertido en un imperio mundial con muchos territorios tanto en América como en Europa. Los situados en el Viejo Continente, sin embargo, se encontraban diseminados por todo el territorio. El control y la defensa de estas regiones, pues, estaba obstaculizada por las diferencias y las distancias entre ellas. Este gran reino se encontraba continuamente en guerra con sus vecinos en el corazón de Europa, principalmente contra Francia en las Guerras de Italia y contra el Imperio otomano en el mar Mediterráneo. Además, también se organizaron guerras contra príncipes protestantes en Alemania. Así, los neerlandeses pagaban impuestos muy elevados para financiar estas guerras, aunque a menudo los percibían como innecesarias y, a veces, perjudiciales, ya que iban dirigidas contra sus socios comerciales más importantes.

### Protestantismo
Durante el siglo XVI, el protestantismo ganó terreno muy deprisa en el norte de Europa. Los protestantes neerlandeses, tras una represión inicial, fueron tolerados por las autoridades locales. Hacia la década de 1560, la comunidad protestante se había convertido en una notable influencia en los Países Bajos, aunque entonces todavía constituía una minoría. En una sociedad dependiente del comercio, la libertad y la tolerancia eran consideradas esenciales. Sin embargo, Carlos I, y a partir de 1555 su sucesor, Felipe II, consideraban que era su deber derrotar el protestantismo,  que consideraban una herejía de la Iglesia católica, así como una amenaza a la estabilidad de todo su sistema político jerárquico. Por otra parte, los intensamente moralísticos protestantes holandeses insistían en que su visión teológica de la Biblia, la piedad sincera y el estilo de vida humilde eran moralmente superior a los hábitos lujosos y la religiosidad superficial de la nobleza eclesiástica. Las duras medidas represivas condujeron al aumento de los agravios en los Países Bajos, donde los gobiernos locales se habían embarcado en un curso de coexistencia pacífica. Durante la segunda mitad del siglo, la situación empeoró. Felipe II envió tropas para acabar con la rebelión y volver a convertir los Países Bajos a la religión católica. Aunque fracasó en el intento de  la inquisición de los Países Bajos fue suficientemente dura y arbitraria como para provocar un descontento relevante.

### Centralismo

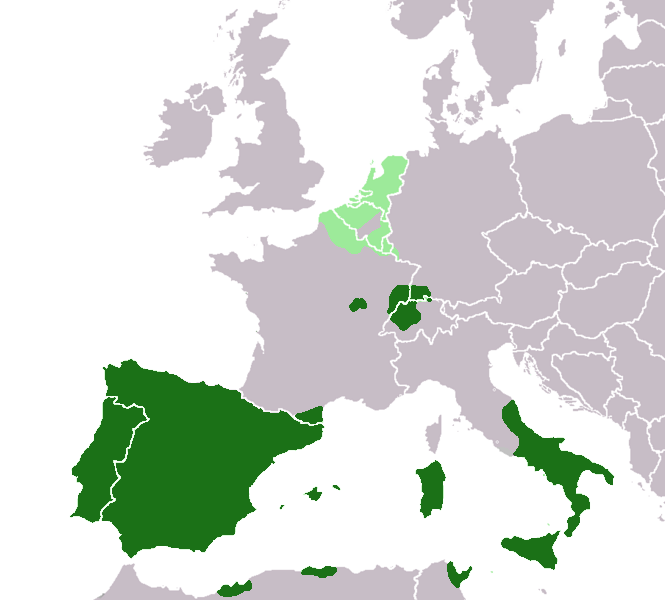
Territorios europeos bajo dominio de Felipe II, alrededor del 1580 (Países Bajos españoles en verde claro) en un mapa con las fronteras actuales.

Una de las consecuencias de la movilidad de la balanza de poder a finales del medievo fue que, aparte de la nobleza local, muchos de los funcionarios neerlandeses ya no provenían únicamente de la aristocracia local, sino que provenían de familias que habían mejorado su estatus los siglos anteriores. Hacia el siglo XV, Bruselas se había convertido en la capital de facto de las Diecisiete Provincias. Originarios de la Edad Media, los distritos neerlandeses, representados por su nobleza y los comerciantes ricos de las ciudades, todavía tenían un importante grado de autonomía para designar sus administradores. Carlos I y Felipe II intentaron mejorar la gestión del imperio, aumentando la autoridad del gobierno central en campos como la ley o los impuestos, política que provocó sospechas tanto entre la nobleza como entre la clase comerciante.  Un ejemplo de esta política es la toma del poder en la ciudad de Utrecht, en 1528, cuando Carlos V sustituyó el consejo de los gremios, que gobernaba la ciudad, por su propio estatúder, que pasó a gestionar los poderes de toda la provincia desde el Archidiócesis de Utrecht. Carlos I de España ordenó la construcción del castillo de Vredenburg, edificio poderosamente fortificado, para defenderse del ducado de Güeldres, así como para controlar a los ciudadanos de Utrecht.
Bajo el gobierno de María de Hungría ( reinado 1531-1555), el poder tradicional había sido, en gran medida, usurpado tanto por los estatuder de las provincias, como por las principales familias nobiliarias, las cuales habían sido sustituidas por juristas profesionales en el Consejo de Estado

## Primeras etapas (1555-1572)

### Preludio de la revuelta (1555-1568)

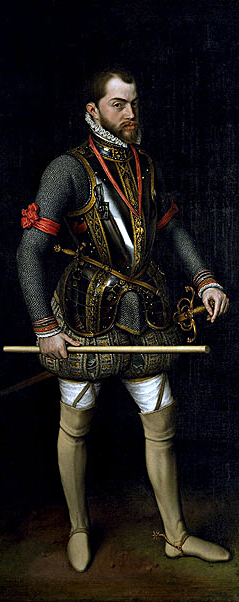
Felipe II de España.

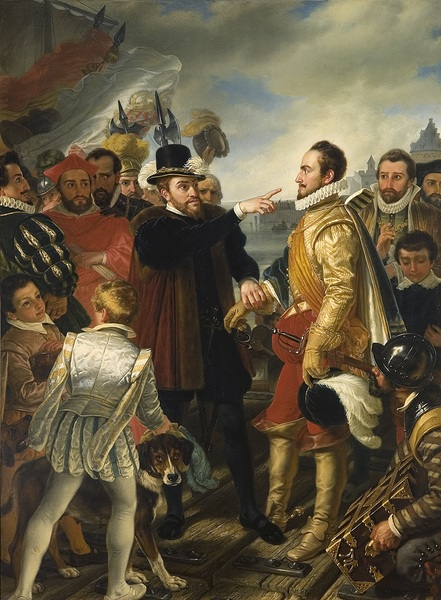
Felipe II reprendiendo a Guillermo el Silencioso, príncipe de Orange, de Cornelis Kruseman, pintura del siglo. Esta escena se supone que ocurrió en un muelle de Flesinga, cuando Felipe II abandonó los Países Bajos.

En 1556 Carlos I pasó el trono de España a su hijo, Felipe II. Carlos, aunque sus acciones represivas, había sido un gobernante simpático con las necesidades de los Países Bajos. Felipe, en cambio, creció en España, y no había aprendido a hablar ni neerlandés ni francés. En el transcurso del gobierno de Felipe, las tensiones fueron escalando, principalmente por los altos impuestos, la persecución del protestantismo y los esfuerzos centralizadores. El conflicto fue creciendo hasta que llegó al punto máximo, provocando que estallara la guerra de independencia.

### Nobleza en oposición
En un esfuerzo para construir un gobierno estable y fiel a los Países Bajos, Felipe II nombró gobernadora a su media hermana Margarita de Parma. De esta manera, también continuó con la política iniciada por su padre de nombrar miembros de la alta nobleza neerlandesa para formar el Raad van State (Consejo de Estado), el cuerpo gubernativo de las diecisiete provincias que aconsejaba al gobernador. También nombró jefe del Consejo a Antonio Perrenot de Granvela, uno de sus confidentes. Sin embargo, en 1558 los estados de las provincias de los Estados Generales de los Países Bajos comenzaron a contradecir los deseos de Felipe II atacando sus propuestas impositivas. También pidieron, con un éxito momentáneo, la retirada de las tropas españolas, las que habían sido desplegadas por Felipe II para proteger las fronteras meridionales de los Países Bajos, que tocaban con Francia, pero que veían como un peligro para su propia independencia (1559-1561). Las reformas posteriores chocaron con mucha más oposición, que fue dirigida directamente a Granvela. Las peticiones al rey Felipe II realizadas por la alta nobleza no recibían respuesta. Algunos de los nobles más influyentes, como Lamoral, conde de Egmont, conde de Horne y Guillermo el Taciturno, se retiraron del Consejo de Estado hasta que Felipe II no retirara a Granvela del cargo.
A finales de 1564, los nobles toman conciencia del poder creciente del movimiento reformista, y pidieron a Felipe II que presentara unas medidas realistas para prevenir la violencia. Felipe II contestó que las medidas más severas eran la única respuesta posible. Así, Egmont, Horne y Orange volvieron a marchar del Consejo, y Bergen y Megha renunciaron a su Stadholdership. Durante este periodo, las protestas religiosas aumentaron, aunque también aumentó la opresión. En 1566, una liga de alrededor de 400 miembros de la nobleza presentó una petición a la gobernadora Margarita de Parma para suspender la persecución hasta que el resto hubieran vuelto. Uno de los cortesanos de Margarita, el conde Berlaymont, le habría dicho en francés: “No tenga miedo, señora, no son más que mendigos" (en francés "gueux"), un nombre que adoptaron los propios peticionarios (llamándose desde entonces como los geuzen, mendigos en neerlandés). La petición fue enviada, finalmente, al mismo Felipe II, quien había de emitir el veredicto final.

### Iconoclasta y represión (1566)

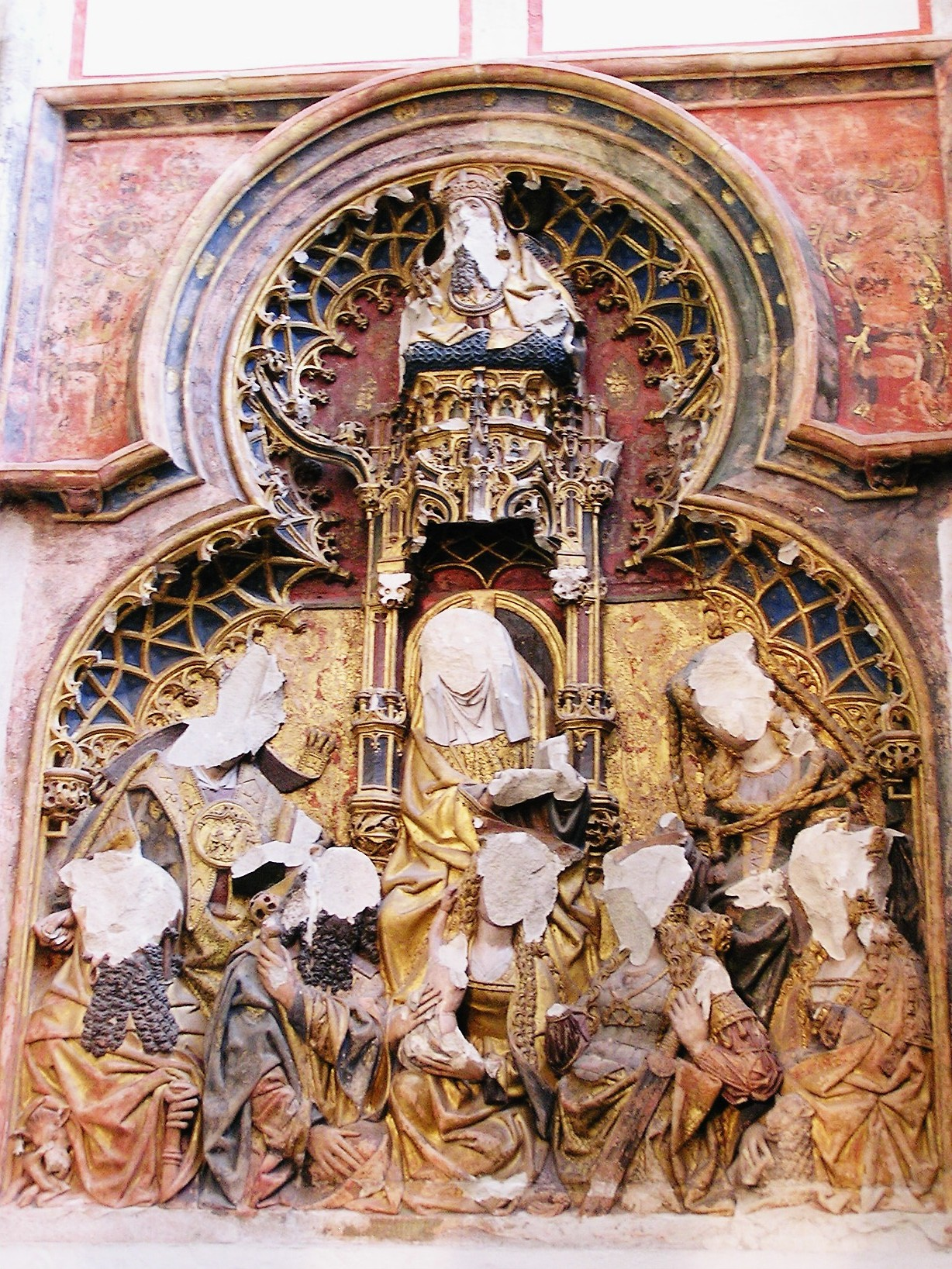
Estatuas en relieve de la catedral de San Martín de Utrecht, atacada por iconoclastas protestantes durante el siglo.

La atmósfera en los Países Bajos era muy tensa, como consecuencia de la revuelta, las predicaciones de los líderes calvinistas, el apetito tras la hambruna de 1565, y las dificultades económicas causadas por la Guerra Nórdica de los Siete Años. A principios de agosto del 1566, un monasterio de Steenvoorde, en Flandes (actualmente situado en el norte de Francia), fue saqueado por una turba dirigida por el predicador Sebastian Matte. Este incidente fue el primero de una serie de manifestaciones similares en Flandes, y poco después los Países Bajos se convirtieron en el escenario de la Beeldenstorm, un movimiento tumultuoso de carácter iconoclasta dirigido por los calvinistas, los que entraban en iglesias y otros edificios religiosos para desacralizar y destruir el arte eclesiástico y todo tipo de elementos decorativos de la mayor parte del país. El número total de las personas involucradas en la destrucción de imágenes, sin embargo, parece haber sido bastante reducido,  y aún hoy en día se debate la procedencia exacta de este movimiento, pero, en general, las autoridades locales no pudieron controlar el vandalismo. Las acciones de los iconoclastas pusieron a la nobleza en dos campos, con Orange y otros grandes de España oponiéndose al movimiento, mientras que otros, como Enrique de Brederode, dándole apoyo. Incluso antes de responder a una petición de los nobles, Felipe II había perdido el control sobre los problemas que afectaban a los Países Bajos. Así, el monarca no encontró otra solución que enviar un ejército para reprimir la rebelión.  El 22 de agosto de 1567, Fernando Álvarez de Toledo, duque de Alba, marchó hacia Bruselas al frente de 10.000 soldados.
Alba tomó medidas draconianas y, muy pronto, estableció un tribunal especial (Raad van Beroerten o Tribunal de los Tumultos) para juzgar cualquier persona que se opusiera al rey. Alba se consideraba a sí mismo como el representante directo del rey Felipe en los Países Bajos, y a menudo hacía caso omiso de Margarita de Parma, hermana del rey, que había sido nombrada gobernadora de los Países Bajos. La utilizó únicamente para atraer a algunos de los nobles fugitivos, como los condes Egmont y Horne. Estas acciones hicieron que Margarita dimitiera en septiembre de 1567. Egmont y Horne fueron arrestados por alta traición, condenados y, un año más tarde, decapitados en la Grand-Place de Bruselas. Lamoral, conde de Egmont y el conde de Horne habían sido nobles católicos, leales al rey de España hasta su muerte. Sin embargo, Alba consideraba que habían cometido traición contra el rey por causa de su tolerancia frente al protestantismo. Sus ejecuciones, ordenadas por un noble español, provocaron ira. Más de mil personas fueron ejecutadas en los meses siguientes. Por el gran número de ejecuciones el tribunal recibió el mote de «Tribunal de Sangre» y el duque de Alba el de «Duque de Hierro». En lugar de pacificar los Países Bajos, la represión e intolerancia ayudaron a avivar la revuelta.

### Guillermo de Orange

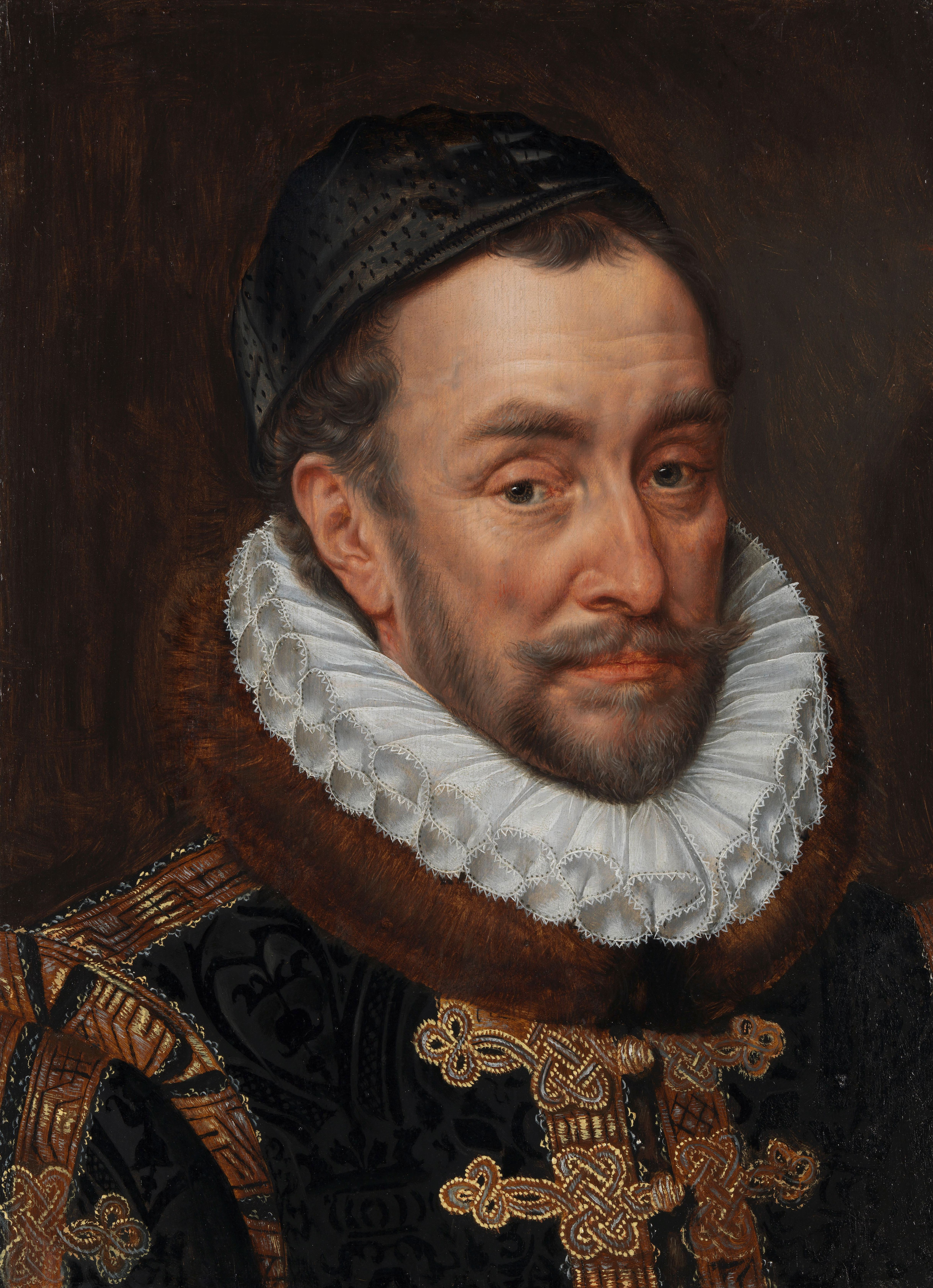
Guillermo, príncipe de Orange, estatúder de los Países Bajos españoles y caudillo de la revuelta neerlandesa.

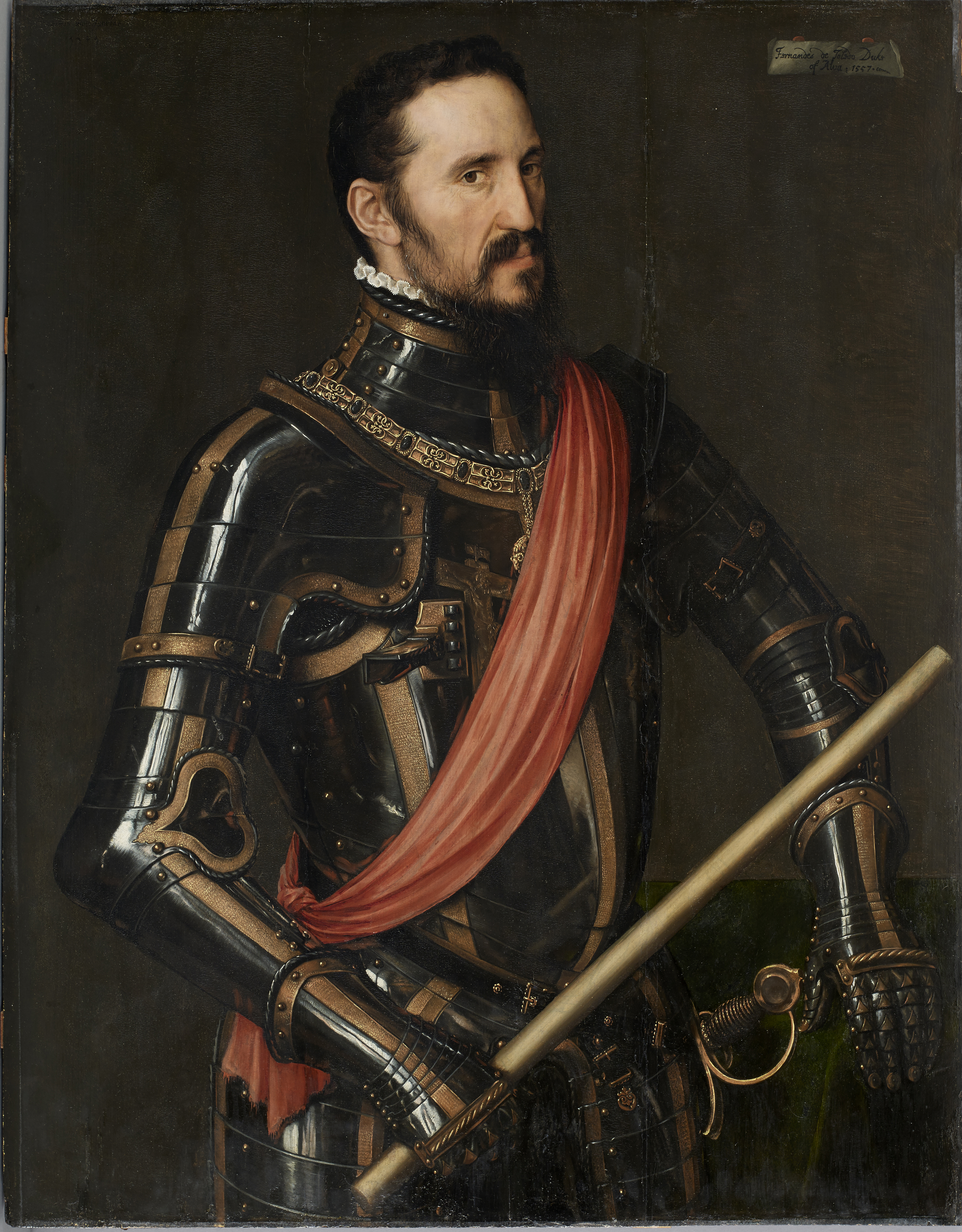
Fernando Álvarez de Toledo, duque de Alba apodado «el duque de hierro», gobernador de los Países Bajos españoles (1567–1573).

Guillermo de Orange era el estatúder de las provincias de Holanda, Zelanda y Utrecht, así como el vizconde de Amberes, además de ser el noble más influyente de los Estados Generales en firmar la petición. Tras la llegada de Alba, evitó el arresto que sufrieron Egmont y Horne, huyendo hacia el territorio gobernado por la mujer de su padre, la condesa-electora de Sajonia. Todas sus tierras y títulos en los Países Bajos, sin embargo, fueron cedidos al rey español.
En 1568 Guillermo volvió para intentar que se fuera el impopular duque de Alba de Bruselas. El objetivo declarado de Guillermo era conseguir que se marcharan los ministros impopulares como Alba, acabar con la revuelta y restaurar, así, la autoridad del rey Felipe. Esta visión se puede apreciar en el actual himno de los Países Bajos, el Het Wilhelmus, en el que, en las últimas tres líneas de la primera estrofa, se puede leer: den Koning van Hispanje heb ik altijd geëerd (Siempre he honrado al rey de España). En panfletos y en sus cartas a aliados de los Países Bajos, Guillermo también se centraba en el derecho de los súbditos a renunciar a sus juramentos de obediencia si el soberano no respetaba sus privilegios. Las fuerzas de Guillermo penetraron en los Países Bajos desde cuatro direcciones diferentes, ejércitos capitaneados por sus hermanos penetraron desde Alemania, mientras que los hugonotes franceses entraron desde el sur. Los españoles habían ganado la batalla de Rheindalen, cerca de Roermond, el 23 de abril de 1568, pero la batalla de Heiligerlee, entregada el 23 de mayo de aquel año, está considerada generalmente como el inicio de la Guerra de los Ochenta Años, Que terminó en victoria del ejército rebelde. La campaña terminó mal, ya que Guillermo se quedó sin dinero y su propio ejército se desintegró, mientras que sus aliados fueron aniquilados por el Duque de Alba. Sin embargo, Guillermo mantuvo su popularidad; era el último de los grandes que podía ofrecer resistencia y a partir de entonces fue visto como el líder de la revuelta.
Cuando la rebelión volvió a estallar, en 1572, Guillermo trasladó su corte de nuevo a los Países Bajos, a Delft, ya que las tierras ancestrales de Orange, en Breda, aún estaban ocupadas por los españoles. Delft se mantuvo como la base de operaciones de Guillermo hasta que fue asesinado por Balthasar Gérard en 1584.

## Resurgimiento (1572-1585)
España se vio obstaculizada porque tenía guerras abiertas en múltiples frentes de manera simultánea. Los combates contra el Imperio otomano al mar Mediterráneo pusieron límites muy importantes al poder militar que hubiera podido desplegar contra los Países Bajos. Francia, además, se oponía a España en cualquier ocasión que podía. Además, Inglaterra, principalmente los corsarios ingleses, asaltaban los barcos españoles en las colonias del océano Atlántico.
Ya en 1566 Guillermo de Orange había pedido a los otomanos su apoyo. Como Solimán el Magnífico había asegurado que se sentía religiosamente cercano a los protestantes, («que no prestan culto a los ídolos, creen en un solo Dios y luchan contra el papa y el emperador») apoyó a los neerlandeses, junto con los franceses y los ingleses, así como la mayoría de protestantes y calvinistas, como una manera de contrarrestar los intentos de los Habsburgo de alcanzar la supremacía en Europa.

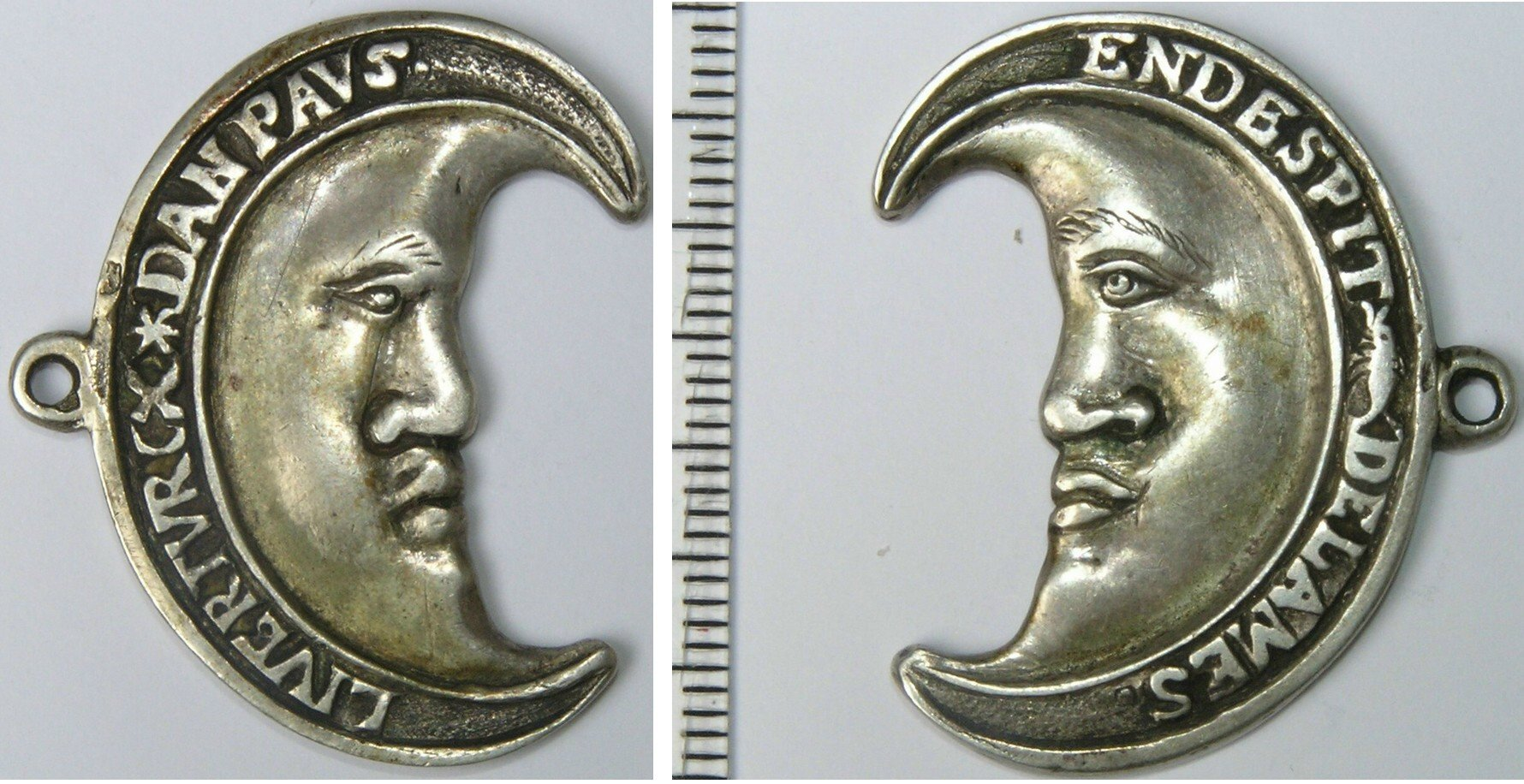
Medalla de Geuzen con forma de media luna realizada en plata alrededor del 1570, con la inscripción Liever Turks dan Paaps («Mejores turcos que papistas»).

Incluso así, hacia el 1570 los españoles habían logrado reprimir la rebelión en la mayor parte de los Países Bajos. Sin embargo, en marzo de 1569, en un intento de financiar sus tropas, Alba propuso la introducción de nuevos impuestos, entre ellos el «Décimo penique», un impuesto del 1/10 en todas las ventas o cesiones de tierras. Esta propuesta fue rechazada por los Estados, llegándose a un acuerdo de compromiso. Pero entonces en 1571, Alba decidió insistir con la colecta de esta décima, pese a la oposición de los Estados Generales de los Países Bajos. Esto provocó las quejas tanto de los católicos como de los protestantes, además de aumentar el apoyo a los rebeldes, sobre todo entre los refugiados que habían abandonado el país durante el gobierno de Alba. 
El 1 de marzo de 1572, la reina inglesa, Isabel I, expulsó los geuzen, conocidos como mendigos del mar, los puertos ingleses, en un intento de aproximación al rey español. Los geuzen, capitaneados por Lumey, ocuparon la casi indefensa ciudad de Brielle, de manera sorprendente, el día 1 de abril. Al asegurar esta plaza, los rebeldes conseguían poner un pie en el continente, y lo que era más importante, una victoria de prestigio en el norte. Este hecho se convirtió en una señal para todos los protestantes de los Países Bajos para que se sublevaran de nuevo.

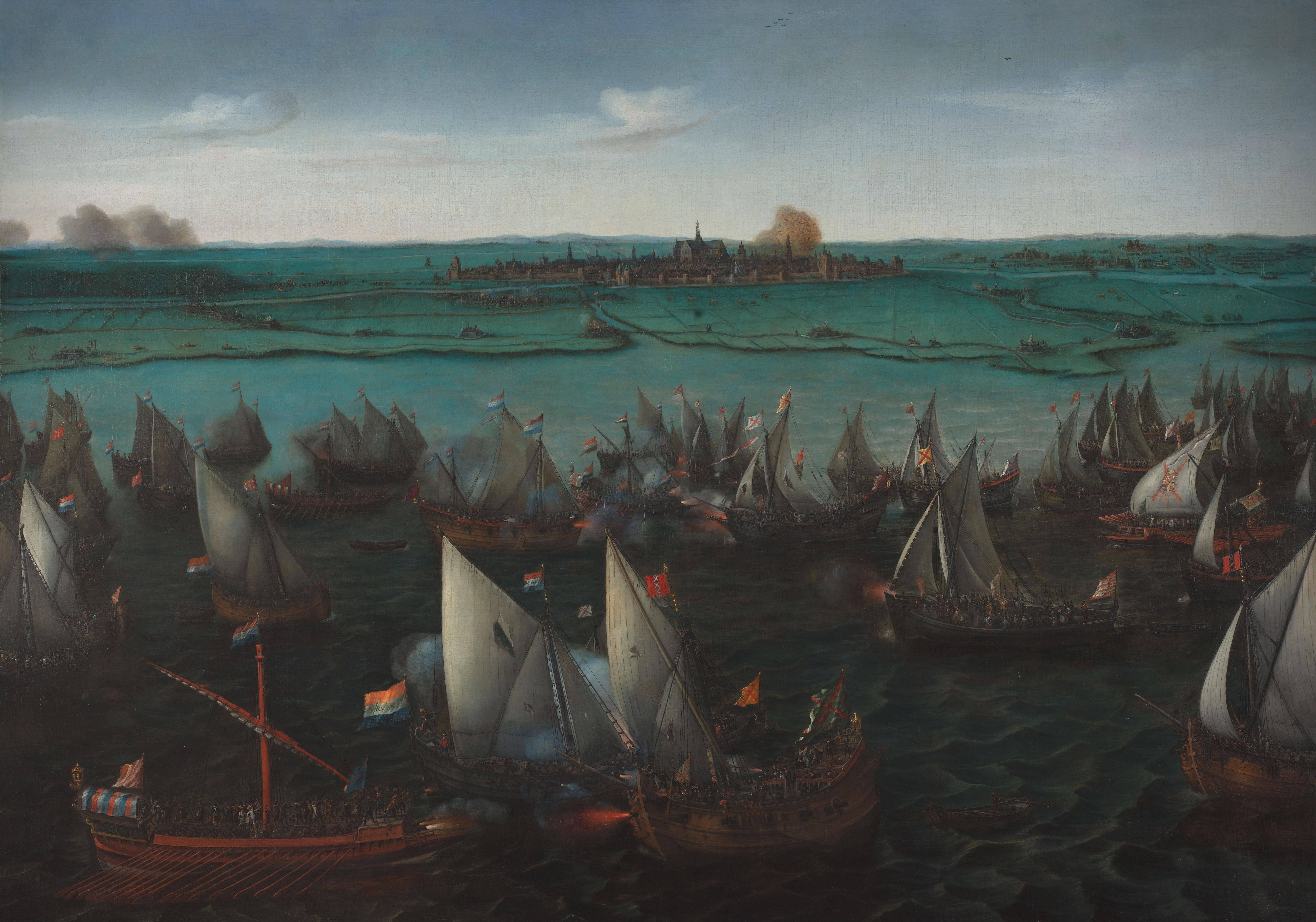
Batalla de Haarlemmermeer (1573), de Hendrick Cornelisz, 1621. Vroom, óleo sobre tela.

La mayoría de las ciudades más importantes de las provincias de Holanda y Zelanda se declararon leales a los rebeldes. Las excepciones más notables, sin embargo, fueron Ámsterdam y Middelburg, que se mantuvieron leales a la causa católica hasta el 1578. Guillermo de Orange fue nombrado líder de la revuelta. Fue reconocido como Gobernador-General y estatúder de Holanda, Zelanda, Frisia y Utrecht en una reunión celebrada en Dordrecht en julio de 1572. Se acordó que el poder sería compartido entre Orange y los Estados. Con la influencia rebelde extendiéndose rápidamente entre las provincias del norte, la guerra entró en una segunda fase que sería más decisiva.
No obstante, esto también conllevó que se incrementara la discordia entre los propios holandeses. Por un lado, había una minoría calvinista militante que pretendía seguir luchando contra el católico Felipe II, así como convertir todos los ciudadanos neerlandeses al calvinismo. Por otra parte, también había una pequeña minoría católica que quería mantenerse leal al gobernador ya su administración en Bruselas. Entre estos dos bloques, había una mayoría de holandeses (católicos) que no tenían una preferencia marcada por ningún bando, pero que deseaban, mayoritariamente, la recuperación de los privilegios neerlandeses y la expulsión de los ejércitos mercenarios españoles. Guillermo de Orange fue la figura central que tuvo que unir estos grupos bajo un fin común, sin embargo, se tuvo que acercar más a los calvinistas radicales para combatir España. Finalmente, él mismo se convertiría al calvinismo en 1573.

### Pacificación de Gante

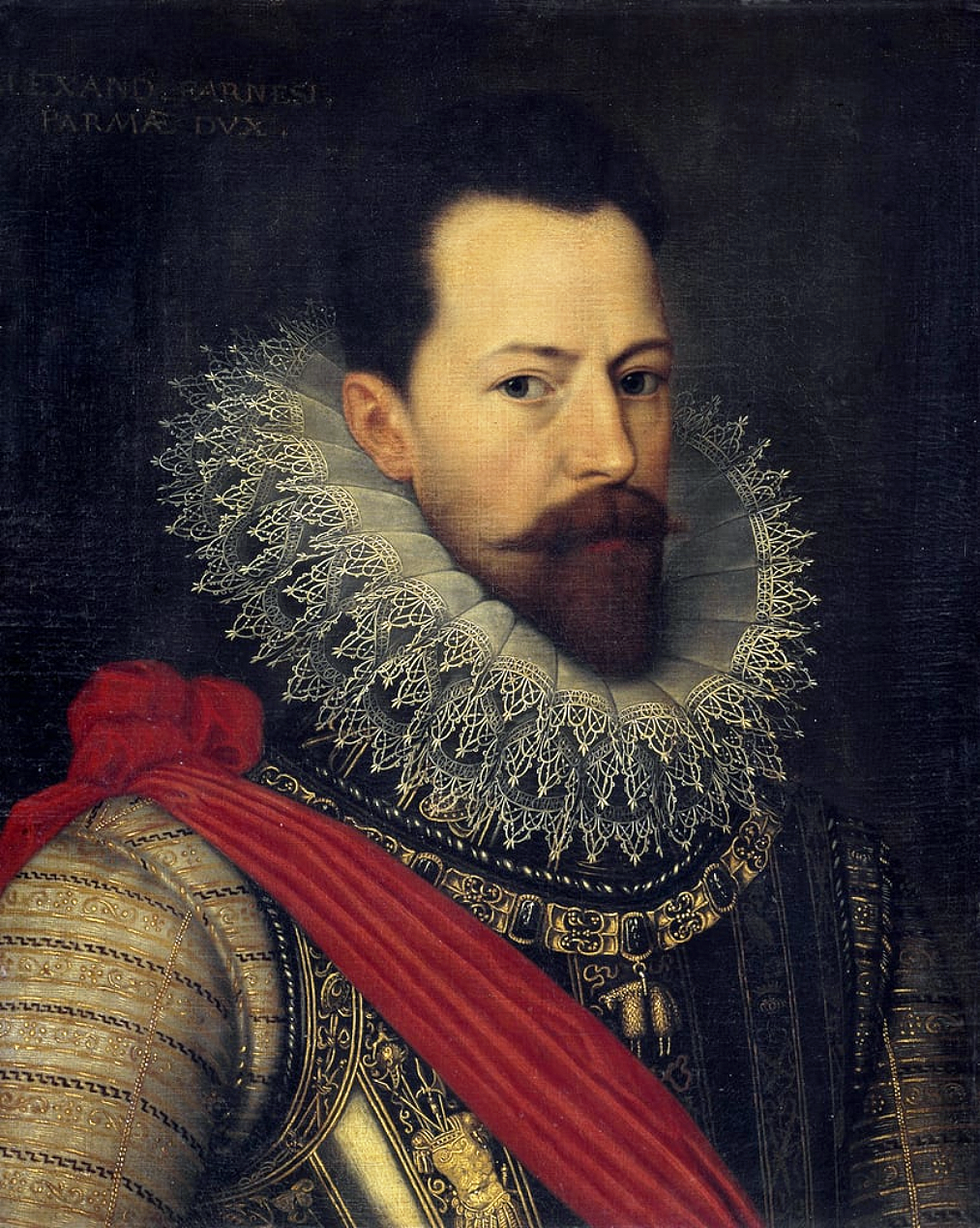
Alejandro Farnesio (duque de Parma) comandante del ejército español.

Alba se vio incapaz de detener la revuelta, por lo que fue sustituido, en 1573, por Luis de Requesens, que intentó establecer una nueva política de moderación. España, sin embargo, se tuvo que declarar en quiebra en 1575. Requesens no había logrado establecer una política aceptable tanto por el rey español como por los Países Bajos a su muerte, en 1576. 
La incapacidad de España para pagar a sus ejércitos mercenarios persistió, provocando la aparición de varios motines, y en noviembre de 1576 algunas tropas saquearon Amberes, y provocaron la muerte de unas ocho mil personas. Este episodio, que fue conocido como la «furia española», fortaleció la resolución de los revelar a las diecisiete provincias, que veían que tenían su hado en sus manos. 
Así, los Países Bajos negociaron un tratado interno, conocido como la Pacificación de Gante, en 1576, según el cual las provincias acordaban establecer la tolerancia religiosa y juraban luchar conjuntamente contra las fuerzas españolas amotinadas. Para la mayoría de las provincias católicas, la destrucción de las tropas extranjeras amotinadas fue la razón principal para unirse en una revuelta abierta, aunque formalmente estas provincias aún se mantenían leales al soberano español, Felipe II. Aunque se produjeron episodios de hostilidad religiosa, sin embargo, España, gracias a los metales preciosos traídos del Nuevo Mundo, pudo pagar y enviar un ejército comandado por Alejandro Farnesio, duque de Parma y Piacenza.

### Uniones de Arrás y Utrecht (1579)
El 6 de enero de 1579, impulsados por el nuevo gobernador español, Farnesio, y enfadados por la agresividad del calvinismo, algunos de los estados del sur (el condado de Artois, el condado de Henao y el llamado Flandes valón, situado en el que ahora es Francia y Valonia), abandonaron la alianza acordada en el marco de la Pacificación de Gante y firmaron la Unión de Arrás (Atrecht), expresando su lealtad al rey español. Esto significó un final precipitado del objetivo de la independencia unificada de las Diecisiete provincias, con base en la tolerancia religiosa, que se había acordado solo tres años antes. 
En respuesta a la Unión de Arrás, Guillermo unió las provincias de Holanda, Zelanda, Utrecht, Güeldres y Groningen en la Unión de Utrecht, el 23 de enero de 1579; Brabante y Flandes se añadieron más tarde, en febrero de 1579. En definitiva, las Diecisiete provincias quedaban ahora divididas entre un grupo meridional leal a la corona española, y un segundo grupo septentrional sublevado.

### Plakkaat van Verlatinghe o Decreto de Abandono (1581)
Durante la Europa del siglo XVI, la mayoría de los países tenían un rey u otro noble como jefe de Estado. Tras repudiar a Felipe, los Estados Generales intentaron encontrar un sustituto adecuado. La reina de Inglaterra, la protestante Isabel I, parecía la opción más lógica para convertirse en la protectora de los Países Bajos. Isabel, sin embargo, consideró que la idea no era digna de ser considerada. Su intervención en favor de los hugonotes había resultado en un error muy costoso, y había decidido no volver a involucrarse nunca más en asuntos domésticos de cualquiera de sus compañeros monarcas. Una intervención no solo provocaría Felipe II, sino que también sentaría un precedente muy peligroso. Si ella podía interferir en los asuntos internos de otros monarcas, estos podrían devolverle el favor. Isabel, más tarde, ayudaría a los rebeldes holandeses en el marco del Tratado de Nonsuch (1585), y como consecuencia, Felipe ayudó a los rebeldes irlandeses en la guerra de los nueve años. En 1581 los Estados Generales invitaron a Francisco, duque de Anjou (el hermano pequeño del rey Enrique III de Francia), a convertirse en su líder y soberano. Anjou aceptó, con la condición de que los Países Bajos renunciaran oficialmente a su lealtad ante Felipe. Así, los Estados Generales emitieron el «decreto de abandono», Plakkaat van Verlatinghe, donde declaraban que el rey de España había abandonado sus responsabilidades al no defender al pueblo de los Países Bajos. Por lo tanto, de facto había de destituirse él mismo como soberano. Anjou llegó en febrero de 1582. Aunque fue bienvenido en algunas ciudades, fue rechazado por Holanda y Zelanda. Buena parte de la población desconfiaba de él por católico, y los Estados Generales le otorgaron muy poco poder. El nuevo soberano llevó un pequeño ejército francés en los Países Bajos, y finalmente decidió tomar el control de Amberes por la fuerza, en enero de 1583. Este intento fracasó estrepitosamente, y Anjou abandonó los Países Bajos.
Entonces, se ofreció la plena soberanía de los Países Bajos a Isabel de Inglaterra, pero esta volvió a declinar. Todas las opciones de encontrar un monarca habían fracasado, y fue entonces que los Estados Generales decidieron gobernar el país según un modelo republicano.

### La caída de Amberes

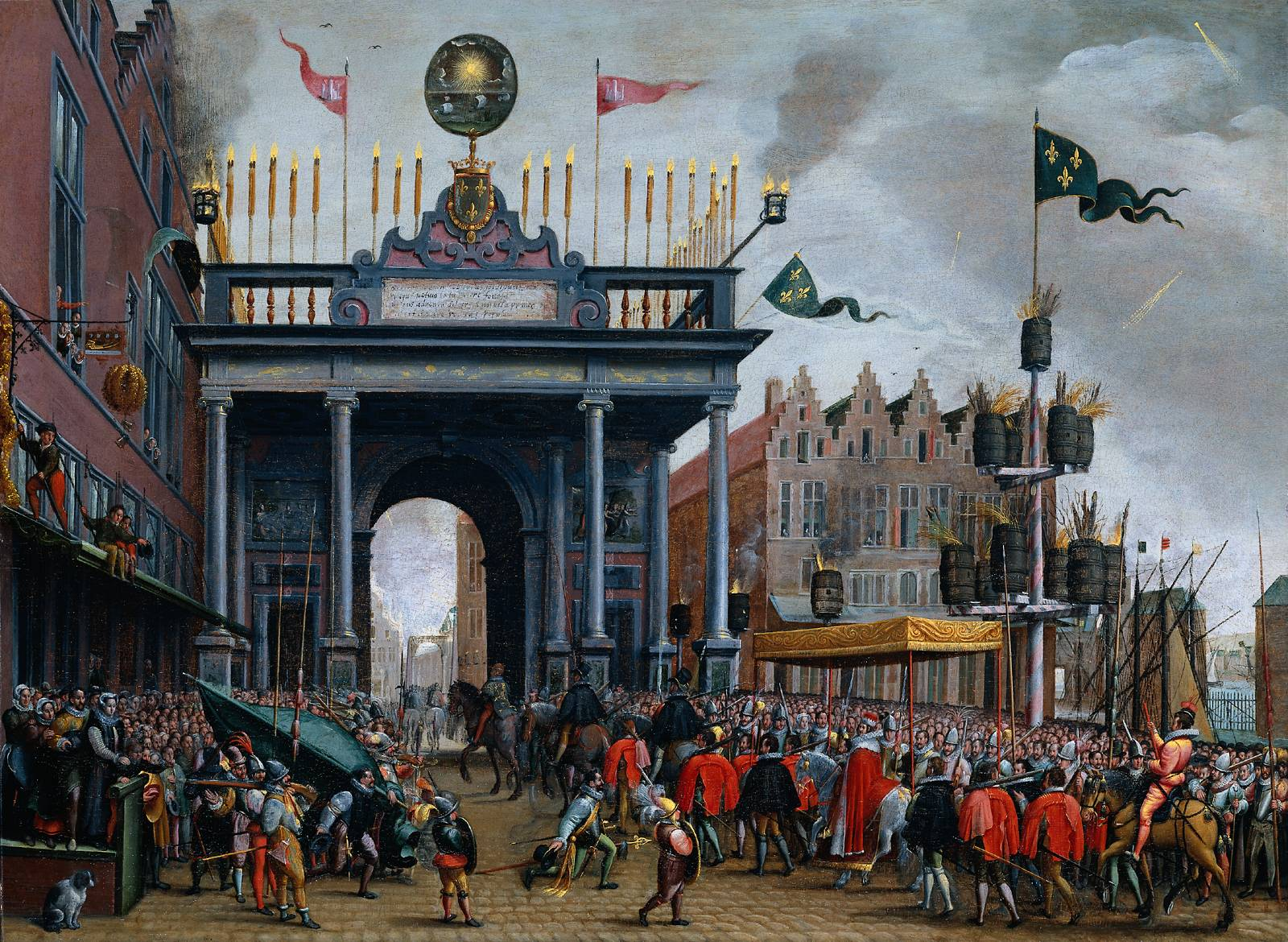
La entrada triunfal del duque de Anjou en Amberes, 19 de febrero de 1582, un año antes de su intento frustrado de tomar la ciudad por la fuerza.

Inmediatamente después del Decreto de Abandono, España envió un nuevo ejército para recuperar las Provincias Unidas. Durante los años siguientes, el duque de Parma reconquistó la mayor parte de Flandes y de Brabante, así como buena parte de las provincias del noreste. La religión católica volvió a ser restaurada en buena parte de esta área. En 1585, Amberes, que era la ciudad más grande de los Países Bajos de la época, fue ocupada por los españoles, lo que provocó que la mitad, aproximadamente, de sus habitantes emigraran hacia el norte. Entre el 1560 y el 1590, la población de Amberes bajó desde alrededor de 100.000 habitantes hasta los cerca de 42.000.
Guillermo de Orange, que había sido declarado fuera de la ley por Felipe II en marzo de 1580, fue asesinado por un seguidor del rey el 10 de julio de 1584. Fue sucedido como líder de la rebelión por su hijo, Mauricio de Nassau, Príncipe de Orange.
Los Países Bajos estaban partidos entre un estado septentrional casi independiente, y una parte meridional que se mantenía bajo control español. Como consecuencia del casi ininterrumpido dominio de los separatistas calvinistas, buena parte de la población del norte se convirtió al protestantismo durante las décadas siguientes. El sur, bajo dominio español, tenía que mantener el catolicismo; la mayoría de sus protestantes emigraron al norte. España mantuvo una importante presencia militar en el sur, que podía utilizarse en caso de necesidad contra Francia.

## Independencia de facto del norte (1585-1609)

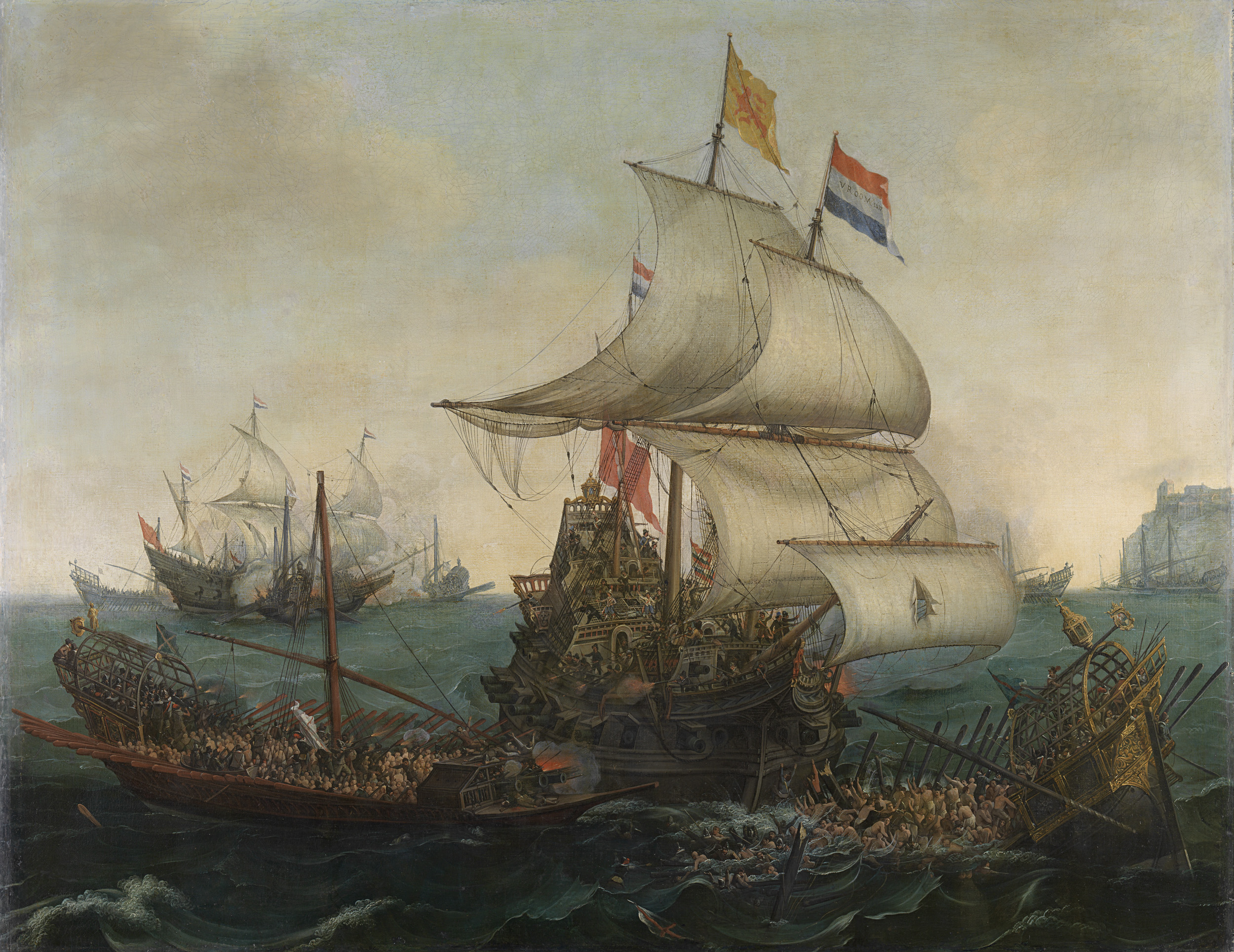
Barcos holandeses abordando galeras españolas en la Batalla de los mares estrechos, octubre de 1602.

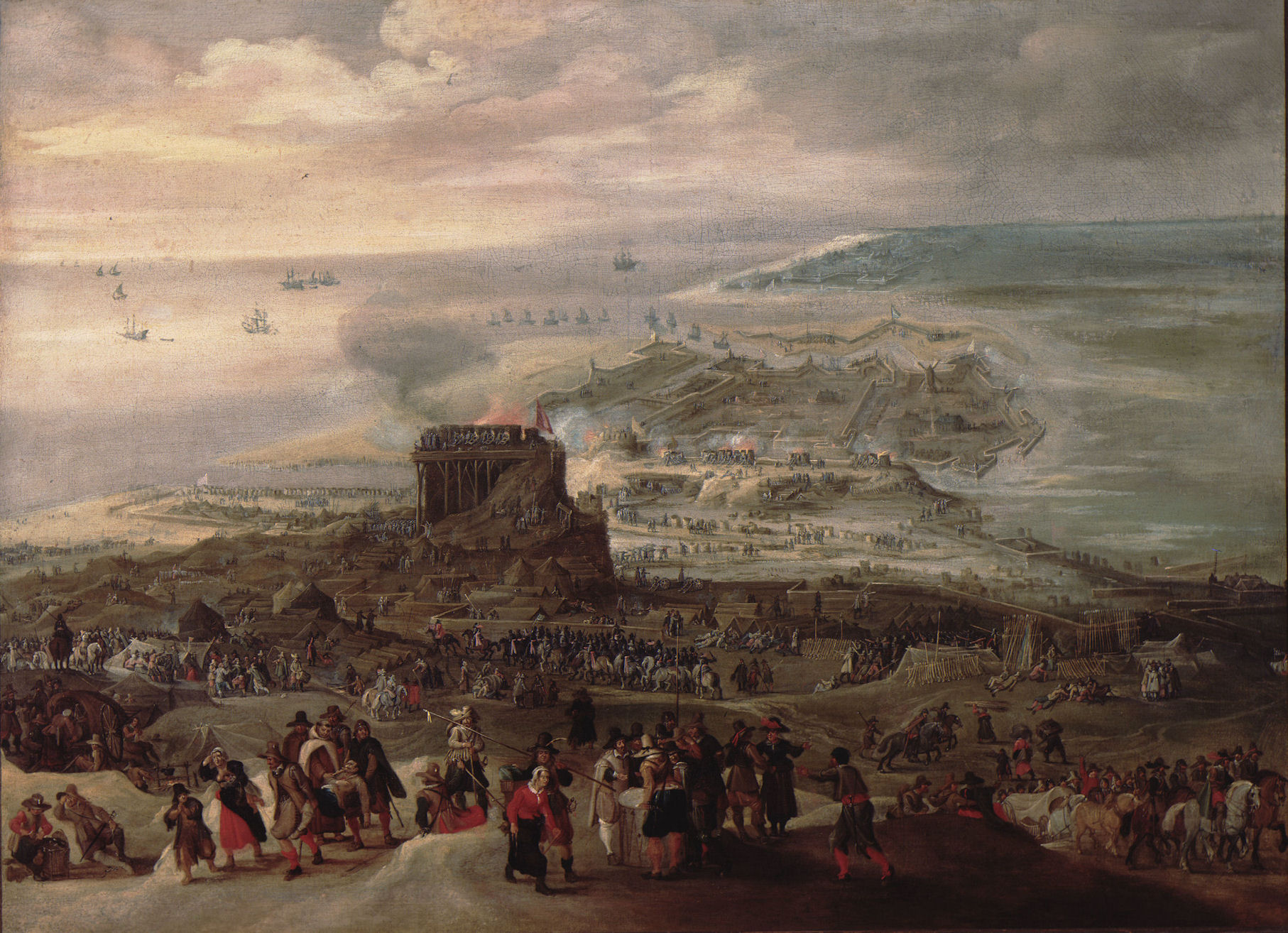
Sitio de Ostende (1601-1604). La ruina y devastación del asedio desencadenó las negociaciones que condujeron a la Paz de los doce años (1609-1621) entre España y las Provincias Unidas.

Con la guerra yendo por mal camino, las Provincias Unidas buscaron la ayuda de los reinos de Francia e Inglaterra y, entre febrero y mayo de 1585, incluso ofrecieron a cada monarca la soberanía de los Países Bajos; no obstante, ambos países lo rehusaron. Mientras Inglaterra había apoyado, de manera no oficial, a los Países Bajos durante años, la reina Isabel no había dado apoyo directo a los neerlandeses porque tenía miedo de que esto provocaría una guerra abierta con España. Sin embargo, el año anterior, la Santa Liga francesa había firmado un tratado con España para destruir los protestantes de su país. Preocupada por el hecho de que Francia cayera bajo control de los Habsburgo, Isabel decidió actuar. En 1585, según el Tratado de Nonsuch, Isabel I de Inglaterra envió a Robert Dudley para tomar el poder, como lord-regente, reforzado con entre 5.000 y 6.000 soldados, incluidos 1.000 de caballería. Dudley demostró ser un mal comandante, además de no entender los acuerdos comerciales sensibles que había entre los regentes neerlandeses y los españoles. Además, al alinearse con los calvinistas radicales, se ganó la desconfianza de los católicos y los moderados. También chocó con muchos patricios neerlandeses cuando intentó fortalecer su propio poder, en detrimento de los Estados Provinciales. En un año, había perdido todo el apoyo público, así que volvió a Inglaterra, momento en que los Estados Generales, incapaces de encontrar un regente adecuado, nombraron a Mauricio de Nassau (hijo de Guillermo), con veinte años, como nuevo Capitán general del ejército neerlandés, en 1587. El 7 de septiembre de 1589, Felipe II ordenó al duque de Parma que desplazara todas las fuerzas disponibles hacia el sur, con el objetivo de evitar que Enrique de Navarra se convirtiera en rey de Francia. Para España, los Países Bajos se habían convertido en un entremés, en comparación con las guerras de religión de Francia.
Las fronteras de los Países Bajos actuales fueron definidas, en gran medida, a partir de las campañas llevadas a cabo por Mauricio de Nassau. El éxito neerlandés no se basó únicamente en la habilidad del nuevo comandante en jefe, sino también por los problemas financieros que sufrió España como consecuencia de la pérdida de la conocida como Armada Invencible, en 1588, y la necesidad de recuperar una flota necesaria para volver a tener el control del mar, tras el subsiguiente contraataque inglés. Una de las características más destacadas de esta guerra era el elevado número de motines que protagonizaban los soldados españoles, principalmente por el retraso en el pago de los sueldos. El período comprendido entre los años 1570 y 1607, ha sido documentado con un mínimo de cuarenta motines- En 1595, cuando Enrique IV  declaró la guerra a España, el gobierno español volvió a declararse en quiebra. Sin embargo, al recuperar el control del mar, España fue capaz de aumentar notablemente su suministro de oro y plata proveniente de las Américas, lo que le permitió incrementar la presión militar sobre Inglaterra y Francia.

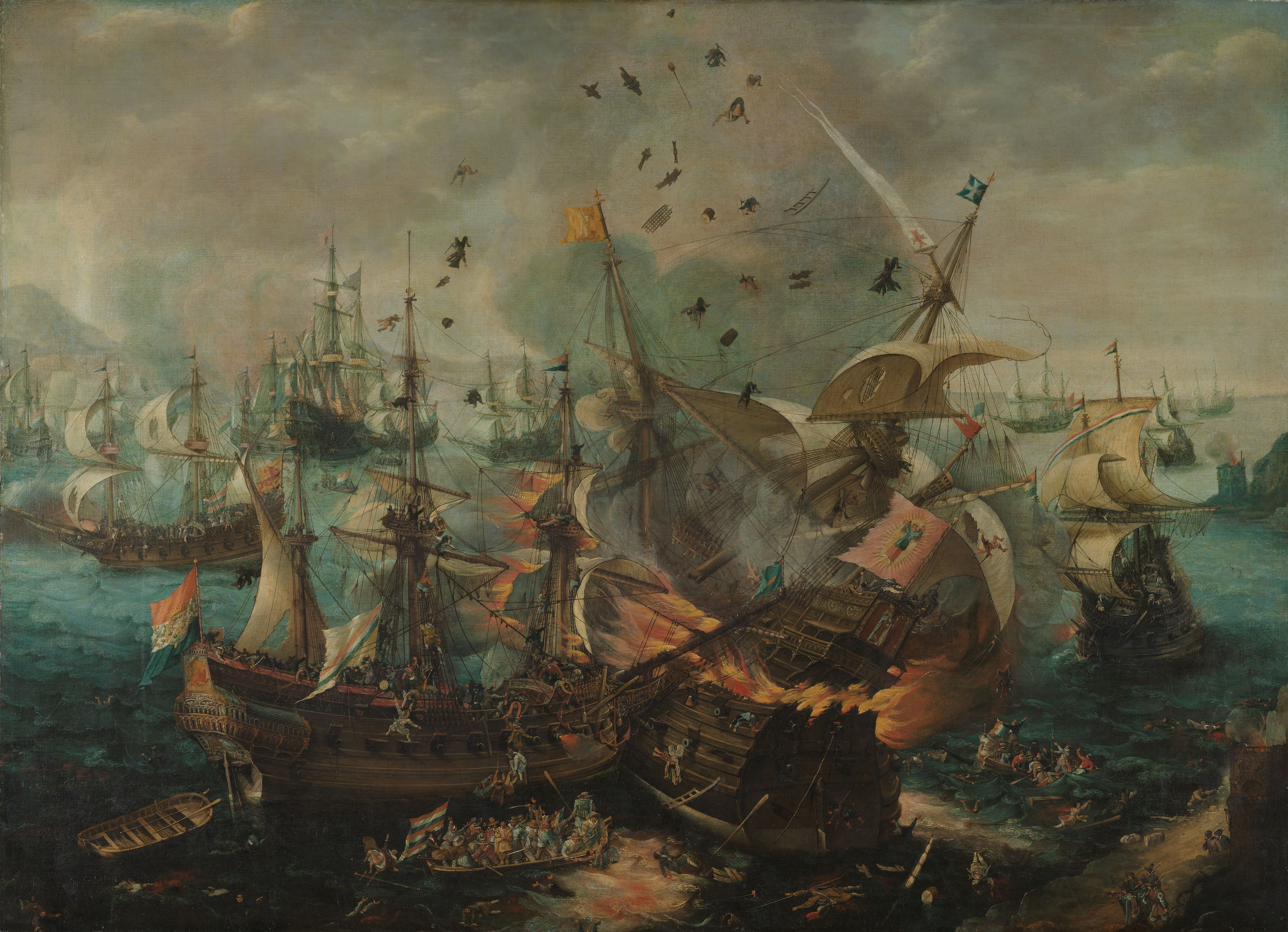
1607: En la batalla de Gibraltar, la recientemente expandida flota neerlandesa se enfrentó a la armada española.

Bajo presión financiera y militar, en 1598 Felipe cedió el trono de los Países Bajos a su hija mayor, Isabel Clara Eugenia, y a su marido (y también sobrino de Felipe) Alberto, apenas concluida la Paz de Vervins firmada con Francia. Los nuevos monarcas se mostraron como unos líderes muy competentes. En ese momento, Mauricio se encontraba ocupado conquistando ciudades importantes de los Países Bajos. Empezando por la importante fortaleza de Bergen op Zoom (1588), Mauricio conquistó Breda (1590), Zutphen, Deventer, Delfzijl y Nimega (1591), Steenwijk, Coevorden (1592), Geertruidenberg (1593), Groninga (1594), Groenlo, Enschede, Ootmarsum, Oldenzaal (1597), Rheinberg (1601) y Grave (1602). Como esta campaña estaba restringida a las zonas fronterizas de los Países Bajos actuales, el centro del país se mantuvo en paz, permitiendo que se desarrollara lo que se conoce como Siglo de Oro neerlandés.

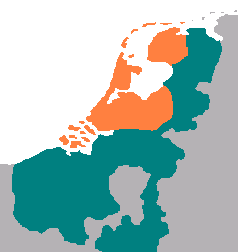
Territorio de las Provincias Unidas hacia el 1590 (en naranja), en el apogeo de la reconquista española dirigida por Alejandro Farnesio (duque de Parma) (en turquesa).

En este punto, se hizo evidente que el control español de las provincias meridionales de los Países Bajos era muy potente. Sin embargo, el control de Zelanda quería decir que los Países Bajos del norte podían controlar y cerrar al tráfico el estuario del río Escalda, la entrada al mar del puerto de Amberes.  El Puerto de Ámsterdam se benefició fuertemente del bloqueo del puerto de Amberes, hasta el punto de que los mercaderes del norte comenzaron a discutir el interés real que tenía reconquistar el sur. En 1600, sin embargo, y en contra del consejo de Mauricio, se inició una campaña para ocupar la región costera del sur. Aunque se presentaba esta acción como un acto de liberación de los Países Bajos meridionales, la campaña surgía del interés para eliminar la amenaza que suponía el comercio neerlandés la aparición de los dunkerqueses, que recibían el apoyo español. España intentar fortalecer su posición en la costa, lo que provocó la batalla de Nieuwpoort.
Aunque el ejército de los Estados Generales ganó mucho reconocimiento, tanto por él como por su comandante, al derrotar sorprendentemente el ejército español en una batalla campal, Mauricio detuvo el avance en Dunkerque y retornó a las provincias septentrionales. Mauricio nunca perdonó a los regentes, liderados por Johan van Oldenbarnevelt, por haberlo enviado en aquella misión. En ese punto, la separación de los Países Bajos en dos estados diferentes parecía casi inevitable. Como consecuencia de la incapacidad de eliminar el peligro por el comercio que suponían los dunkerquesos, los Estados decidieron construir su propia flota para proteger el comercio marítimo, que creció potencialmente con la creación de la Compañía Neerlandesa de las Indias Orientales, En 1602, las fortalecidas flotas neerlandeses demostrarían ser una fuerza formidable, desbastando las ambiciones navales españolas a partir de ese momento.

## Tregua de los doce años (1609-1621)

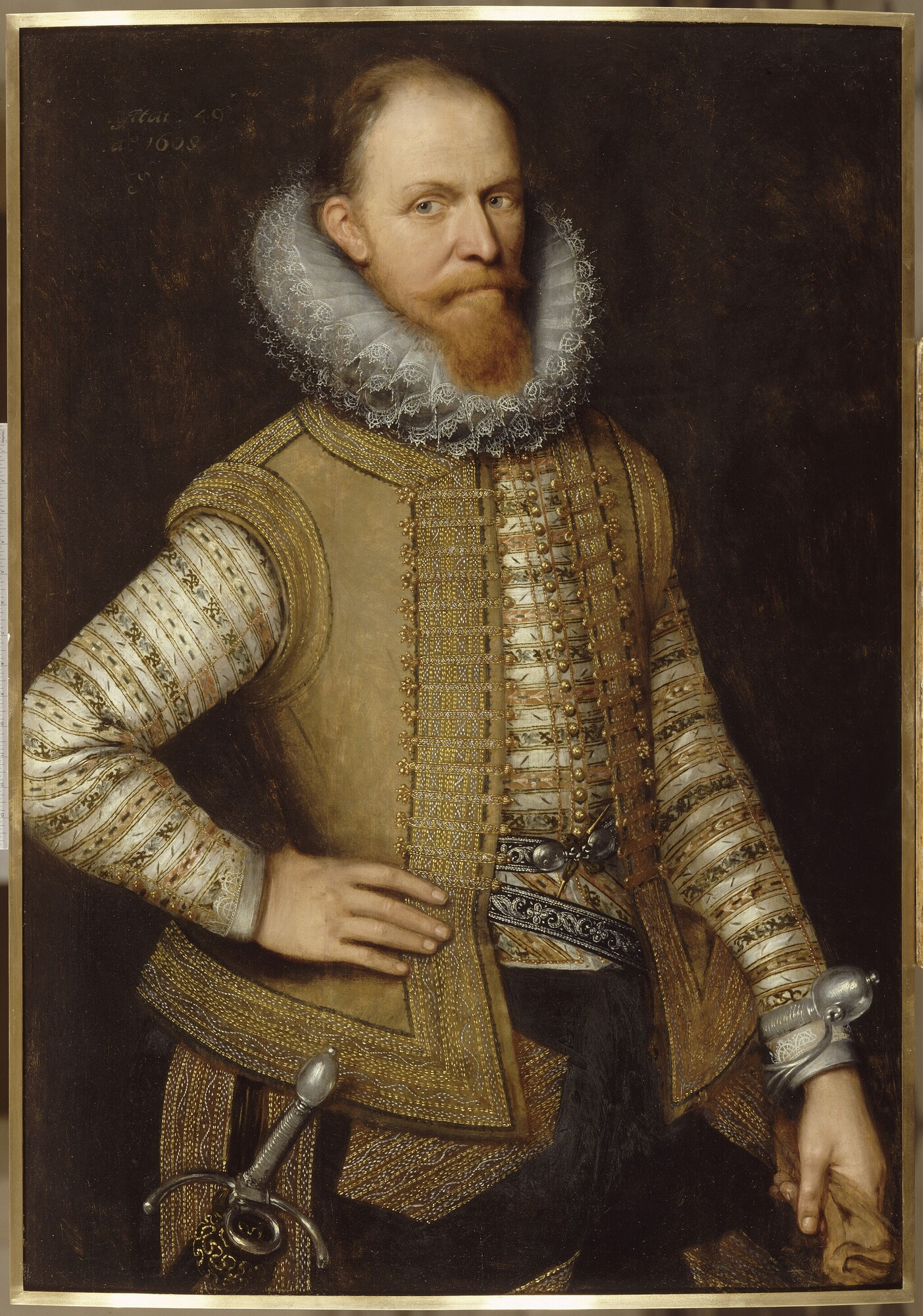
Mauricio de Nassau fue el Príncipe de Orange soberano a partir de cuando falleció su hermano mayor, Felipe Guillermo de Orange-Nassau.

En 1609, las Provincias Unidas y los estados del sur controlados por España entraron en un alto el fuego, que más tarde se conocería como la Tregua de los doce años, iniciada por mediación de Francia e Inglaterra en La Haya. Durante esta paz los neerlandeses hicieron muchos esfuerzos para construir su flota, que más tarde resultaría crucial en el curso de la guerra.
Durante esta tregua, emergieron dos facciones en el campo neerlandés, con visiones políticas y religiosas divergentes. Por un lado, estaban los arminianos, que tenían como seguidores más destacados Johan van Oldenbarnevelt y Hugo Grocio. Estos tenían tendencia a ser comerciantes fuerza ricos, que aceptaban una interpretación menos estricta de la Biblia que los calvinistas clásicos. A los arminianos se oponían los más radicales gomaristas, los cuales habían proclamado abiertamente su lealtad al príncipe Mauricio en 1610. En 1617 el conflicto se fue agudizando cuando los republicanos presentaron la "dura resolución", permitiendo a las ciudades tomar medidas contra los gomaristas. El príncipe Mauricio acusó a van Oldenbarnevelt de traición, lo hizo arrestar y, en 1619, ejecutar. Hugo Grocio huyó del país después de escaparse de su encarcelamiento en el castillo de Loevestein.

## Etapas finales (1621-1648)

### La guerra recomienza

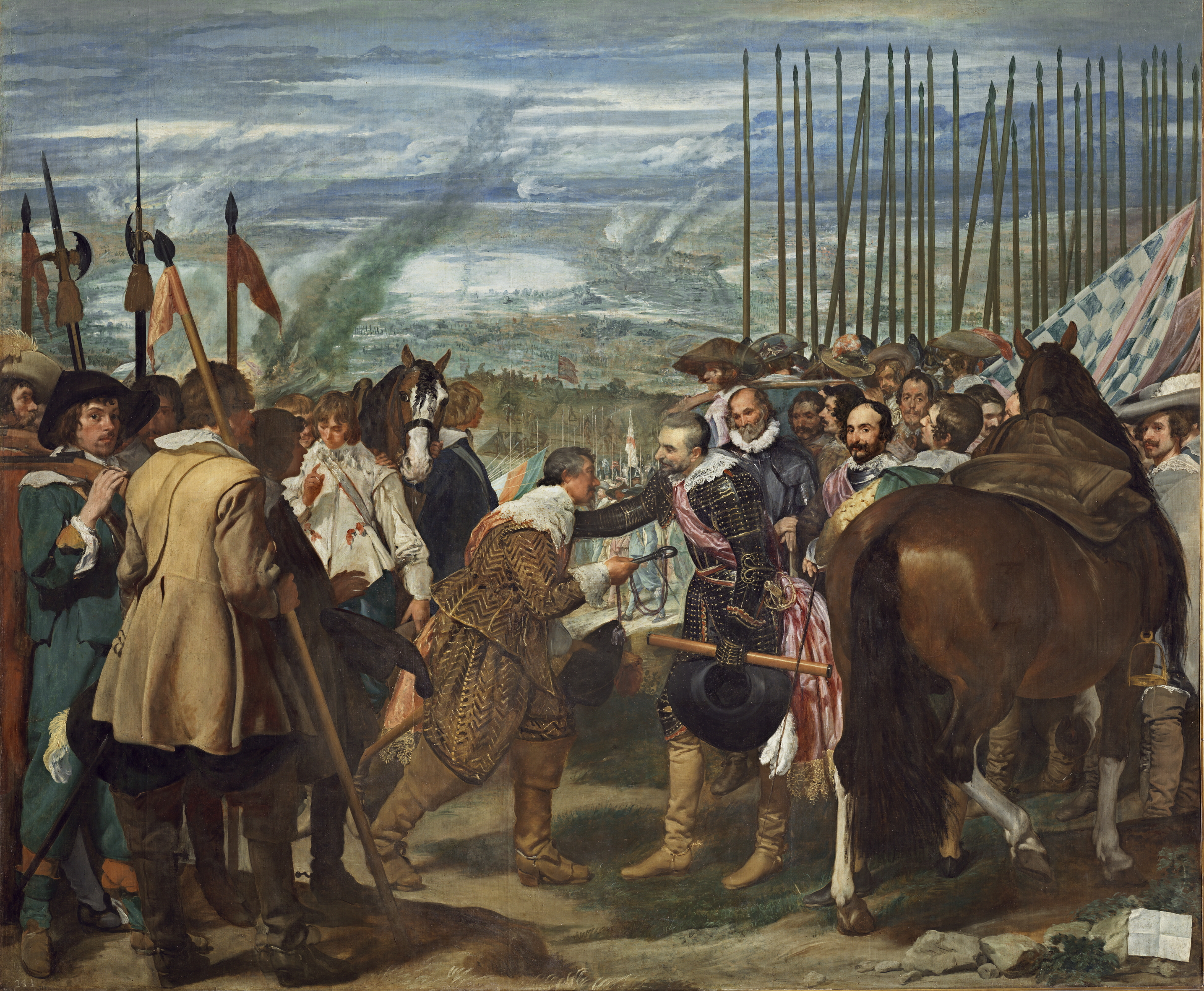
La rendición de Breda, pintado en 1635 por Velázquez, Museo del Prado.

Durante la tregua, se realizaron diversas negociaciones para lograr una paz permanente. Sin embargo, había dos cuestiones que no se pudieron resolver. En primer lugar, los españoles pedían la existencia de libertad religiosa para los católicos que vivían en los Países Bajos septentrionales, medida que fue contrarrestada por la petición de los neerlandeses de la misma libertad religiosa para los protestantes del sur. En segundo lugar, había un creciente desacuerdo en relación con las rutas comerciales en las diferentes colonias (al Extremo Oriente y las Américas). Los españoles hicieron un último intento por reconquistar el norte, y los neerlandeses utilizaron su flota para alargar sus rutas comerciales, en detrimento de España los neerlandeses, principalmente, se concentraron en adueñarse de las posesiones de Felipe como rey de Portugal, el cual no había firmado la paz en la guerra luso-neerlandesa. La guerra, pues, se reanudó y, esta vez, de manera crucial, mezclándose con la más grande guerra de los Treinta Años.
En 1622, los neerlandeses lograron repeler un ataque español a la importante ciudad fortificada de Bergen op Zoom. Sin embargo, en 1625 Mauricio murió mientras los españoles asediaban la ciudad de Breda. Ignorando las órdenes que le habían hecho llegar, el comandante español, Ambrosio Spínola consiguió conquistar la ciudad. La guerra, estaba ahora más enfocada hacia el comercio, principalmente en el conflicto entre los neerlandeses y los dunkerquesos, pero también en los ataques que la nueva flota realizaba contra los convoyes españoles, y por encima de todo, el tamaño de los enclaves comerciales portugueses, defendidos por pocos hombres, esparcidos por buena parte del mundo. Un medio hermano de Mauricio, Federico Enrique, le sucedió en la dirección del ejército. Federico Enrique conquistó la estratégica ciudad fortificada Bolduque, en 1629, la ciudad más grande de la provincia de Brabante Septentrionalera considerada como imposible de conquistar a la fuerza. Su pérdida supuso un importante revés para los intereses españoles.
En 1632, Federico Enrique se hizo con Venlo, Roermond y Maastricht en el transcurso de su famosa «Marcha por el Mosa», en un movimiento en pinza que preparaba a los neerlandeses para conquistar las principales ciudades de Flandes. Sin embargo, todos los intentos posteriores para atacar Amberes y Bruselas fracasaron. Los neerlandeses estaban disgustados por la falta de apoyo que recibían por parte de la población flamenca. Este hecho se debía, principalmente, por el episodio de pillaje de Tienen, así como por el hecho de que las nuevas generaciones que habían crecido en Flandes y Brabante se habían reconvertido al catolicismo, y en ese momento desconfiaban de los neerlandeses calvinistas más que de los odiados ocupantes españoles.

### Lucha colonial

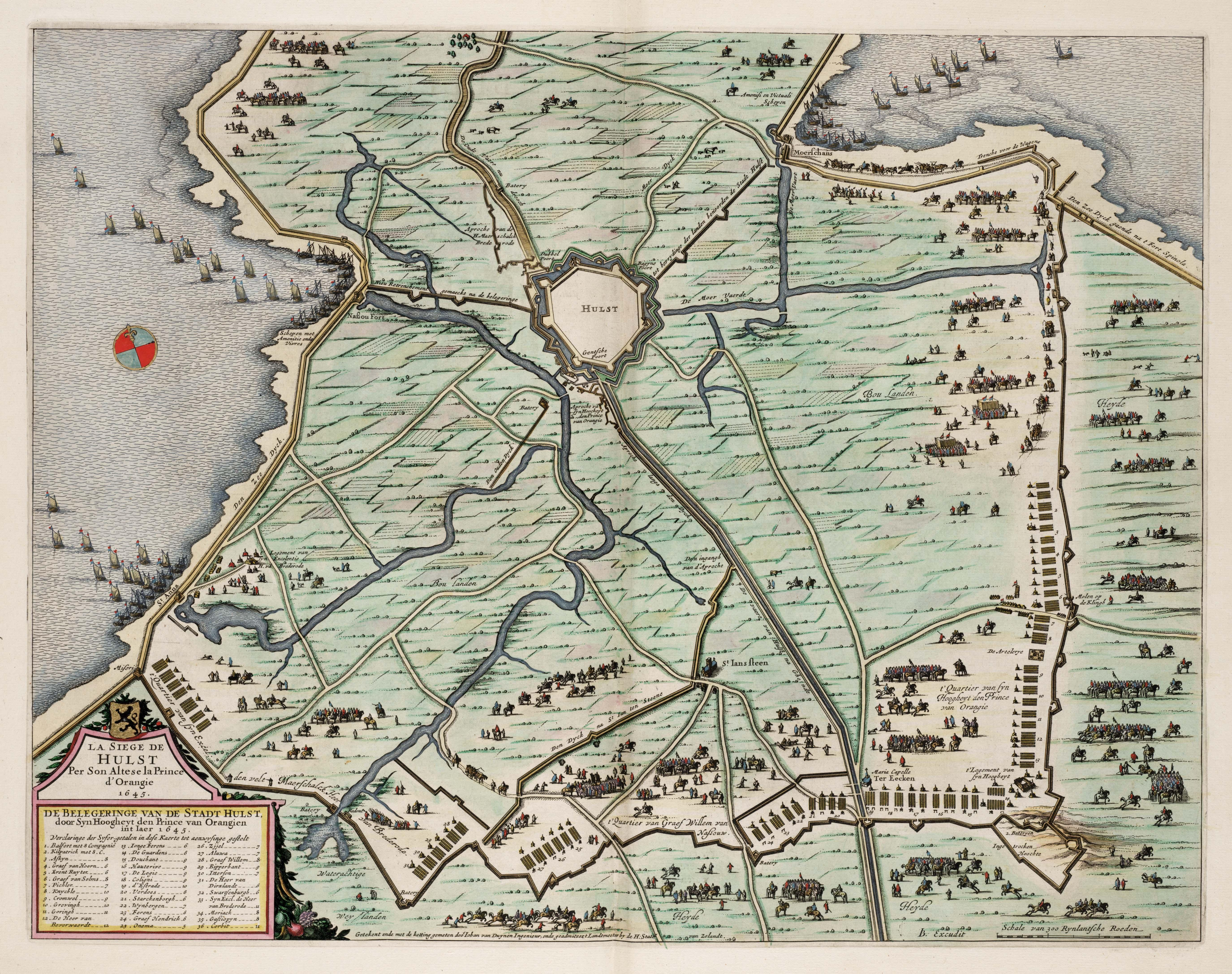
1645: El asedio de Hulst, el último sitio relevante de la guerra

Cuanto más países europeos empezaban a construir sus imperios, la guerra entre estos también se luchaba en las colonias. Los combates por las colonias más rentables se podían producir en lugares tan lejanos como Macao, las Indias Orientales, Ceilán, Isla de Formosa (Taiwán), las Filipinas, Brasil, entre otros. Lo más destacado de estos conflictos fue el que se conocería más tarde como la guerra luso-neerlandesa. Los Países Bajos desarrollaron un imperio comercial por todo el mundo, utilizando su dominio marítimo como su gran ventaja. La Compañía Neerlandesa de las Indias Orientales se fundó para administrar todo el comercio del país hacia el este, mientras que la Compañía Neerlandesa de las Indias Occidentales era su contra parte en el oeste.
En las colonias occidentales, los Estados Generales principalmente se restringieron a apoyar a los corsarios y capitanes que navegaban el Caribe para vaciar los cofres españoles y llenar los suyos. El asalto más exitoso que se realizó de este estilo fue la captura de buena parte de la flota del tesoro española por parte de Piet Hein, en 1628, que permitió a Federico Enrique financiar el sitio de Bolduque e hizo que España tuviera serios problemas para pagar a la tropa. No obstante, también se hicieron intentos para conquistar o fundar nuevas colonias en Brasil, América del Norte y África. Muchas de ellas serían exitosas solamente brevemente. Al este, las actividades neerlandesas permitieron la conquista de muchas colonias comerciales, ayudando destacadamente la llegada de la del Siglo de Oro neerlandés.